# 벨리 무하토프
벨리 무하토프(투르크멘어: Weli Muhadow 벨리 무하도프, 러시아어: Вели́ Муха́тов, 1916년 5월 5일 ~ 2005년 1월 6일)는 소련과 투르크메니스탄의 작곡가이다. 투르크메니스탄의 국가를 작곡하였으며 소련 시절에는 스탈린상을 받기도 했다.